# Cesara
Cesara (Césara in piemontese e in lombardo) è un comune italiano di 712 abitanti della provincia del Verbano-Cusio-Ossola in Piemonte.

## Geografia fisica
L'abitato si trova alla base del Monte Mazzone e si sviluppa in un leggero avvallamento nella parte bassa del vallone del torrente Qualba. Il Monte Camosino (641 m s.l.m.) nasconde il Lago d'Orta, che dal centro comunale non si riesce a vedere.

## Monumenti e luoghi d'interesse
- Chiesa di San Clemente

## Società

### Evoluzione demografica
Abitanti censiti

## Amministrazione
Di seguito è presentata una tabella relativa alle amministrazioni che si sono succedute in questo comune.
| Periodo        | Periodo        | Primo cittadino  | Partito                               | Carica  | Note  |
| -------------- | -------------- | ---------------- | ------------------------------------- | ------- | ----- |
| 28 aprile 1997 | 14 maggio 2001 | Silvio Minazzi   | lista civica                          | Sindaco | [ 6 ] |
| 14 maggio 2001 | 30 maggio 2006 | Silvio Minazzi   | lista civica                          | Sindaco | [ 6 ] |
| 30 maggio 2006 | 15 maggio 2011 | Tiziano Falda    | lista civica                          | Sindaco | [ 6 ] |
| 16 maggio 2011 | 9 gennaio 2013 | Tiziano Falda    |                                       | Sindaco | [ 6 ] |
| 27 maggio 2013 | 10 giugno 2018 | Erika Bonfanti   |                                       | Sindaco | [ 6 ] |
| 10 giugno 2018 | in carica      | Gian Carlo Ricca | lista civica Insieme per... il futuro | Sindaco | [ 6 ] |

### Altre informazioni amministrative
Cesara faceva parte della Comunità montana Due Laghi, Cusio Mottarone e Val Strona; inoltre aderisce all'Ecomuseo del Lago d'Orta e Mottarone.